# يلينا جريجوريفا
يلينا غريغوريفا (1977/1978-21 يوليو 2019) ناشطة في مجال حقوق الإنسان وناشطة في مجال حقوق مجتمع الميم. كما عارضت ضم روسيا لشبه جزيرة القرم. قُتل في سان بطرسبرغ، روسيا في 21 يوليو 2019 بعد تعرضه للطعن والخنق حتى الموت من قبل مهاجمين مجهولين. ظهرت معلومات تعريف غريغوريفا في يوليو على موقع على شبكة الإنترنت من قبل مجموعة تطلق على نفسها اسم «سو» بعد امتياز فيلم الرعب الأمريكي. شجعت المجموعة القراء على مطاردة واختطاف وقتل قائمة أفراد مجتمع الميم. تم حظر موقع سو على الويب في روسيا، لكن قائمة جديدة من نشطاء مجتمع الميم+ والصحفيين والمواطنين يتم تداولها على تطبيقات وسائل التواصل الاجتماعي وتطبيقات المراسلة في البلاد، ولا تزال تشجع الآخرين على قتل مجتمع الميم+ في روسيا.

## الأنشطة السياسية
صنعت يلينا غريغوريفا أيضًا اسمًا لنفسها كناشطة في مجال حقوق الإنسان وناشطة سياسية. ودعت إلى حماية الأقليات وانتقدت سياسة روسيا تجاه أوكرانيا. وصفت المظالم الروسية على الملصقات وسارت معهم في شوارع روسيا.

## روابط خارجية
- Polizei wertet Mord an LGBT-Aktivistin als "persönlichen Konflikt". In: Zeit.de vom 25. Juli 2019.
- Man 'confesses' to murder of LGBT+ activist Yelena Grigoryeva, but Russia's LGBT+ community are not convinced